# Ingemar Gustavsson
Kronje Ingemar Gustavsson, in seguito Lyshag (Kristinehamn, 27 novembre 1930), è un sollevatore svedese medagliato europeo, che gareggiò nelle categorie dei pesi piuma e pesi leggeri.

## Carriera
Dopo aver iniziato l'attività sportiva nella ginnastica artistica, passò al sollevamento pesi, militando nei club Kristinehamns ABK (1946–1951), Eskilstuna GAK (1951–1954), Stockholms Spårvägars GoIF (1955–1962) e Örebro AK, vincendo un titolo svedese juniores nel 1950 e per quattro volte il titolo svedese senior: due nei pesi piuma (1951 e 1953) e due nei pesi leggeri (1955 e 1956). A questi vanno aggiunti due titoli svedesi a squadre, vinti nel 1961 e nel 1962 con lo Stockholms Spårvägars GoIF.
A livello internazionale il miglior risultato lo raggiunse nei campionati mondiali ed europei di Vienna nel 1954, piazzandosi rispettivamente al quarto e terzo posto, conquistando la medaglia di bronzo europea. Nel 1956 non partecipò ai Giochi Olimpici di Melbourne.
Dopo il ritiro dall'attività agonistica, negli anni '60 cambiò il suo cognome da Gustavsson a Lyshag e fu dapprima impiegato, quindi giornalista, caporedattore ed editorialista del quotidiano Aftonbladet.